# Congal Cáech
Congal Cáech (appelé aussi Congal Cláen ou Congal Clóen) fut le roi des Cruthins du Dál nAraidi, dans l'Ulster moderne, depuis l'an 626 environ et jusqu'en 637. Il fut également roi d'Ulster de 627 à 637, et, selon certaines sources, haut-roi d'Irlande vers 629-635.

## Sources
Les sources retraçant la vie de Congal sont réduites et sont en général largement postérieures à sa mort. On pense que, pour cette période, les annales irlandaises sont basées principalement sur des annales tenues dans l'île d'Iona, où saint Colomba avait fondé un monastère au milieu de VIe siècle. Ces annales n'ont survécu que grâce à des copies ultérieures. Parmi celles-ci, les Annales d'Ulster et les Annales de Tigernach sont considérées généralement comme les plus dignes de confiance et les plus fidèles à la version originale. Congal n'apparaît pas directement dans la Vie de Saint Colomba d'Adomnan, une autre source ancienne pour l'histoire de l'Irlande, mais un certain nombre de ses contemporains y figurent, ce qui donne le contexte des événements. Congal est mentionné dans les Lois de Brehon, à l'article Brecbetha, relatif à l'apiculture, écrit à la fin du VIIe siècle. Cet article prétend expliquer les épithètes de Congal.
Il apparaît aussi plus tard, dans des textes moins fiables, comme dans des récits en vers et en prose, tels le Cath Maige Rátha (La Bataille de Mag Rath) et le Fled Dúin na nGéd (La Fête au fort des oies), tous deux datant de la période moyen irlandais, peut-être au début du Xe siècle pour le Cath Maige Rátha et au XIe siècle ou au XIIe siècle ou plus tard pour le Fled Dúin na nGéd. Les généalogies qui traitent de Congal sont contradictoires.

## Ses origines
Alors que l'histoire irlandaise de cette période est pleine de noms de personnes, dont on sait souvent peu de choses à part leurs ancêtres et la date et les circonstances de leur mort, aucune source ancienne n'a conservé l'ascendance de Congal. Selon des textes ultérieurs, Congal était le fils de Scandal Sciathlethan et le petit-fils de Fiachnae mac Báetáin. Au VIe siècle et au VIIe siècle, les Dal nAraide faisaient partie de la confédération des tribus Cruithnes en Ulster, et ils en étaient les membres dominants. La principale lignée dirigeante des Dal nARaide était les Uí Chóelbad, basés à Mag Line, à l'est de la ville moderne d'Antrim, dans le Comté d'Antrim. Il est possible que Congal n'appartînt pas à cette branche des Cruthins, mais à une autre branche rivale. Dans ce cas, il ne serait pas le petit-fils de Fiachnae, qui venait de la branche principale.
Le Fled Dúin na nGéd fait de Congal un petit-fils de Eochaid, roi de Dal Riada. Cela n'est pas confirmé par d'autres sources, mais c'est chronologiquement possible, même si cette hypothèse contient un anachronisme : Eochaid Buide est mort l'année de la bataille de Mag Rath. Cela ferait de Congal le fils de la sœur de son allié Domnall Brecc.

## Roi d'Ulaid
On suppose que Congal est devenu roi de Dál nAraidi en 626, après la mort de Fiachnae. Mais il a dû vraisemblablement attendre quelque temps après la mort de Fiachnae mac Demmáin en 627 pour s'imposer comme roi des Ulaid. Il apparaît pour la première fois dans les archives en 628, quand il tua Suibne Menn des Cenél nEógain, soi-disant haut-roi d'Irlande, à Traig Bréni sur les rives du Lough Swilly. Ce meurtre peut avoir ouvert à Congal le chemin vers la royauté des Ulaid, mais il a permis aussi à Domnall mac Áedo des Cenél Conaill, la bête noire de Congal, de prendre la tête des Uí Néill du nord. D'après le Fled Dúin na nGéd, Domnall était le père adoptif de Congal. Domnall s'était battu avec Suibne un peu plus tôt dans l'année, et il est possible que Domnall et Congal aient agi de connivence.
La même saga rapporte un affront que Congal aurait subi lors d'une fête, ce qui l'aurait fait s'en prendre à son père adoptif. En 629, ils s'affrontèrent, et Congal, vaincu par Domnall à la bataille de Dún Ceithirn (Duncairn, près de Coleraine, dans le comté moderne de Londonderry), s'enfuit du champ de bataille.
En 629, les Dál nAraidi semblent avoir battu les Dál Riata à la bataille de Fid Eóin, tuant leur roi Connad de Dalriada. Le nom du vainqueur étant Maél Caích , il s'agit vraisemblablement d'un demi-frère inconnu de Congal. En plus de celle de leur roi, les Dál Riata subirent la perte de deux petits-fils de Áedan de Dalriada: Rigullon et Failbe, et d'un bernicien exilé, Osric, peut-être un fils d'Ethelfrith de Northumbrie. Il est possible qu'en devenant roi des Ulaid, Congal ait délégué les affaires des Dál nAraidi à Maél Caích mac Scandail, qui rencontra l'opposition des autres Cruthins, menés par Dícuil mac Echach, possible membre des Latharna de Larne (une tribu Dal nAraide).

## Roi de Tara
Les prétentions de Congal à la royauté de Tara  peuvent être  datées de 629. Car cette année-là, les Annales d'Ulster indiquent que l'Ard ri Érenn Domnall mac Áedo mettait en fuite Congal Cáech lors de la bataille de Dun Ceithirn.
Les années 633-634 virent le Clan Cholmáin, les alliés de Congal, gagner un certain nombre de victoires dans les midlands, au royaume de Leinster et dans le Meath, ce qui peut correspondre à la période où Congal était haut-roi. Congal peut aussi avoir aidé les Cenél maic Ercae dans leur querelle avec les Cenél Feradaig, branche des Cenél nEógain.
Les épithètes de Congal, cáech et cláen, signifient « louche » et « borgne ». Une ancienne loi sur les abeilles dans le Bechbretha, écrite peu après la mort de Congal, relie ces épithètes à Congal, rendu borgne par des abeilles appartenant à Domnall mac Áedo. Elle dit que cet événement exclut Congal de la royauté de Tara. Aucun document ultérieur ne fait de Congal un haut-roi d'Irlande, ce qui est à peu près la même chose que roi de Tara, mais le Cath Maige Rath reprend l'avis du Bechbretha, en réclamant que les Ulaid demandent qu'un fils de l'apiculteur — un fils du haut-roi Domnall mac Áedo — soit éborgné en retour.
Ces articles peuvent avoir fait partie d'une guerre de propagande contre Congal, qui a pu avoir à affronter l'hostilité des Dal Fiatach et des Uí Chóelbad, la dynastie principale des Dal nAraide. Dans la période 635-636, les alliés de Domnall mac Áedo semblèrent l'emporter sur les alliés de Congal. En 635, ses alliés, le Clan Cholmáin, subirent une défaite par leurs rivaux, les Síl nÁedo Sláine, qui étaient les alliés de Domnall mac Áedo. Cela est peut-être la raison de l'alliance de Domnall Brecc avec Congal, car sa dynastie était alliée au Clan Cholmáin. Domnall a pu aussi être hostile à la dynastie des Uí Chóelbad des Dal nAraide. En 636, l'assassinat du roi d'Ailech du Cenél Feradaig ne réussit pas à mettre cette branche dans le camp des Cenél maic Ercae, les alliés de Congal.

## Magh Rath
Au cours des années précédentes, Congal Caech réussit à détacher le Dal Riata de son alliance traditionnelle avec les Uí Neill. Mais en 637 les nouveaux alliés furent vaincus par le neveu du roi,Conall Cóel mac Máel Coba mac Áedo, au cours d'une bataille navale au large du Kintyre. Congal et Domnall Brecc le roi du Dál Riata furent ensuite défaits par Domnall mac Áedo  allié avec les fils Áed Sláine à la bataille de Magh Rath (Moira, dans le comté de Down). Pendant que Domnal Brecc s'enfuyait sans ses possessions écossaises, Congal fut tué dans la défaite. Cette bataille semble être le Buile Shuibhne, et elle est racontée dans le Cath Maige Rath.

## Représentations
Congal est le protagoniste du Fled Dúin na nGéd. Il apparaît dans le Cath Maige Rath.
Le poète irlandais, Sir Samuel Ferguson, écrivit un long poème héroïque sur Congal, inspiré du Fled Dúin na nGéd, intitulé Congal: A Poem in Five Books (1907).